# سفارة فرنسا في العراق
سفارة فرنسا في العراق هي أرفع تمثيل دبلوماسي لدولة فرنسا لدى العراق. تقع السفارة في بغداد وهي تهدف لتعزيز المصالح الفرنسية في العراق.

## وصلات خارجية
- الموقع الرسمي
- قائمة سفارات فرنسا
- قائمة السفارات في العراق